# Robert Kay
Robert Kay (ur. 16 marca 1935 w Glebe, zm. 5 marca 2011) – australijski rugbysta, reprezentant kraju, żołnierz.
Związany był z Footscray Rugby Union Football Club z Melbourne, zaś dla Randwick DRUFC w sezonie 1961 zaliczył osiem występów, w tym sześć w pierwszym zespole.
Dobre występy w stanowych barwach dały mu miejsce – jako pierwszemu przedstawicielowi Wiktorii od dwudziestu lat – w składzie australijskiej kadry na wyprawę do Nowej Zelandii w roku 1958. W jego trakcie zagrał w siedmiu z trzynastu meczów tego tournée, zaliczając występ w drugim testmeczu przeciwko All Blacks, z pozostałych wyeliminowała go jednak kontuzja kostki. Rok później stanął naprzeciw British and Irish Lions zarówno w barwach Wiktorii, jak i Wallabies. Rozegrał zatem łącznie osiem spotkań dla australijskiej reprezentacji, w tym dwa testmecze. Po raz ostatni na poziomie reprezentacyjnym zagrał w 1960 roku, gdy w ramach wspólnej drużyny Wiktorii i Australii Południowej wystąpił przeciw Nowozelandczykom.
Z wykształcenia był stolarzem. Zaciągnął się do wojsk inżynieryjnych i służył w Papui-Nowej Gwinei oraz podczas Konfrontacji i wojny wietnamskiej.